# Ферия, Педро I Фернандес де Кордова
Педро I Фернандес де Кордова-и-Фигероа (исп. Pedro I Fernández de Córdoba y Figueroa; 1518 — 27 августа 1552, Приего-де-Кордова), 4-й граф де Ферия — испанский придворный и военный деятель.

## Биография
Старший сын Лоренсо III Суареса де Фигероа (1505—1528), 3-го графа Ферия (1506—1528), и Каталины Фернандес де Кордова-и-Энрикес (1495—1569), маркизы Приего (1517—1569).
Большую часть детства провёл в кордовских владениях матери. Рано потерял отца, умершего в 1528 году, и до 1533 года находился под опекой матери.
Военную службу начал с участия в Алжирской экспедиции Карла V. 15 октября граф Ферия с братьями Гомесом и Хуаном Матиасом вышли из Картахены с кораблями герцога Альбы, чтобы присоединиться у Майорки к флоту императора. У берегов Африки шторм уничтожил большинство кораблей, и братьям пришлось вернуться в Испанию.
В 1542 году французская армия подступила к Перпиньяну, и граф де Ферия по приказу императора привёл 40 копий для усиления пиренейской обороны. В следующем году сопровождал Карла в походе в Нидерланды и Германию, отличившись в кампании против герцога Клевского, Франциска I и Шмалькальденской лиги. 22 августа император со свитой прибыл в считавшуюся неприступной резиденцию Вильгельма Клевского в Дюрене.
В 1544 году по случаю подписания Крепийского мира Карла посетила в Брюсселе его сестра, королева Франции. По этому случаю были организованы пышные празднества, и граф де Ферия потратил много денег на устройство пиров и развлечений. В декабре он вернулся в Испанию.
В январе 1546 на капитуле в Утрехте был принят императором в число рыцарей ордена Золотого руна.
Вероятно, слабое здоровье помешало ему принять в 1548 году предложения Карла V стать главным майордомом инфанта Филиппа и вице-королём Наварры.
От отца Ферия унаследовал любовь к литературе и интеллектуальным беседам и находился под влиянием идей Эразма Роттердамского. В своей резиденции он собрал небольшой литературный двор из поэтов и музыкантов.
К семейным долгам, доставшимся от отца, он добавил новые, потратив значительные средства за время службы императору. Ко времени своей смерти он имел годовой доход в 34 тыс. дукатов, а долги составляли не менее 172 тыс., и на их обслуживание ежегодно требовалось 12 275 дукатов. В 1550 году Педро Фернандес де Кордова тяжело заболел, и последние три года жизни провёл в постели. По мнению его духовного наставника Хуана де Авилы, у графа была малярия. Пытаясь сменить климат, он переехал в Приего, но это не помогло, и он умер в возрасте 33 лет в 1552 году.

## Семья
Жена (1541): Ана Понсе де Леон (1527—26.04.1601), дочь Родриго Понсе де Леона, 1-го герцога Аркоса, и Марии Тельес-Хирон Лассо де ла Веги. Брак был заключен в Монтилье по доверенности, и граф де Фериа соединился с женой только по возвращении из Нидерландов, отпраздновав это событие со всей возможной пышностью. Через некоторое время супруги под влиянием Хуана Авильского отказались от роскоши и мотовства ради строгости и аскетизма. После смерти мужа Ана в 1554 году удалилась в монастырь клариссинок в Монтилье.
Дети:
- Каталина Фернандес де Кордова (1547—1574), 3-я маркиза де Приега. Муж: Хуан Матиас де Кордова (ум. 1589), 1-й маркиз де Вильяфранка, ее дядя
- Лоренцо Фернандес де Кордова (25.08.1548—1552)

Каталина не могла наследовать графство Ферия, передававшееся по мужской линии, и перешедшее к ее дяде Гомесу Суаресу де Фигероа. В 1568 году, по решению своей бабки, она стала 3-й маркизой де Приега; этот андалузский фьеф могли наследовать женщины. Идея выдать Каталину за дядю Гомеса, объединив таким образом семейные владения, не осуществилась.